# Binaus
Binaus is een bestuurslaag in het regentschap Timor Tengah Selatan van de provincie Oost-Nusa Tenggara, Indonesië. Binaus telt 1014 inwoners (volkstelling 2010).